# الدوري البلجيكي الممتاز 1901-02
الدوري البلجيكي الممتاز 1901-02 (بالفرنسية: Championnat de Belgique de football 1901-1902)‏ هو الموسم 7 من الدوري البلجيكي الممتاز. أقيم بتاريخ 27 أكتوبر 1901، وأشرف على تنظيمه الاتحاد الملكي البلجيكي لكرة القدم، وكان عدد الأندية المشاركة فيه 11، وفاز فيه Royal Racing Club de Bruxelles ‏.